# Транспорт в Удмуртии
Транспорт – важнейшая часть производственной инфраструктуры Удмуртской Республики. Его эффективное функционирование является необходимым условием жизнедеятельности экономического комплекса и социальной сферы Удмуртии.
Удмуртская Республика располагает основными видами транспорта, её транспортные коммуникации по размещению и структуре в целом отвечают внутренним и внешним транспортно-экономическим связям республики.

## Автомобильный транспорт
Значительный объем городских пригородных и междугородных пассажирских перевозок осуществляет пассажирский автомобильный транспорт.
Социально-значимыми перевозками пассажиров в Удмуртской Республике занимается во всех городах и районах, кроме Сарапула и Сарапульского района:
- Ижевское производственное объединение пассажирского автотранспорта (АО "ИПОПАТ", часть "Ресурс Групп" с 2021 года[1]);

Обслуживание пассажиров в республике осуществляет ООО «Автовокзалы Удмуртии».
На сегодняшний день на балансе автотранспортных предприятий находится списочное количество автобусов - 930  и 125 грузовых автомобилей, а общее количество работающих превышает 6200 чел. С каждым годом развивается и совершенствуется маршрутная сеть автобусных маршрутов. В настоящее время обслуживается 450 маршрутов, общая протяженность которых 19700 км. Ежедневно перевозится более 760 тыс. пассажиров.
По территории республики проходят несколько автомобильных дорог федерального значения: Р242, Р320, Р321, Р322.

## Железнодорожный транспорт
Ведущую роль в обеспечении межрегиональных связей Удмуртской Республики играет железнодорожный транспорт. Им осуществляется преобладающая часть межрегиональных перевозок грузов и пассажиров. Железнодорожные магистрали пересекают Удмуртскую Республику в широтном и меридиональном направлениях.
Основными транзитными направлениями являются двухпутные электрифицированные линии:
- Казань – Агрыз – Екатеринбург (Южный ход) обслуживаемый Ижевским отделением Горьковской железной дороги – филиала ОАО «Российские железные дороги»;
- Киров – Балезино – Пермь (Северный ход) обслуживаемый Кировским отделением Горьковской железной дороги – филиала ОАО «Российские железные дороги».

Линия Балезино – Ижевск – Алнаши представляет однопутное, рокадное с севера на юг направление, обслуживаемое тепловозной тягой.
Тупиковые малодеятельные участки Ижевск – Воткинск и Люкшудья – Кильмезь обеспечивают в значительной мере перевозки грузов, производимых в Удмуртской Республике.
|                                   |  |                                 |  |                                    |  |                                    |  |
| Железнодорожный вокзал в Глазове. |  | Железнодорожный вокзал в Можге. |  | Железнодорожный вокзал в Балезино. |  | Железнодорожный вокзал в Сарапуле. |  |

## Водный транспорт
Внутренний водный транспорт Удмуртской Республики представлен двумя предприятиями:
- ОАО «Речной порт «Сарапул» — расположен в черте города Сарапула на правом берегу реки Кама. Порт осуществляет свою деятельность на участке реки Кама от населенного пункта Ольховка (включительно) до населенного пункта Непряха (исключительно);
- ОАО «Порт Камбарка» — расположен на левом берегу реки Кама в населенном пункте Кама. Эксплуатационную деятельность порт Камбарка осуществляет в границах реки Кама от населенного пункта Непряха (включительно) до населенного пункта Красный Бор (исключительно).

## Авиационный транспорт

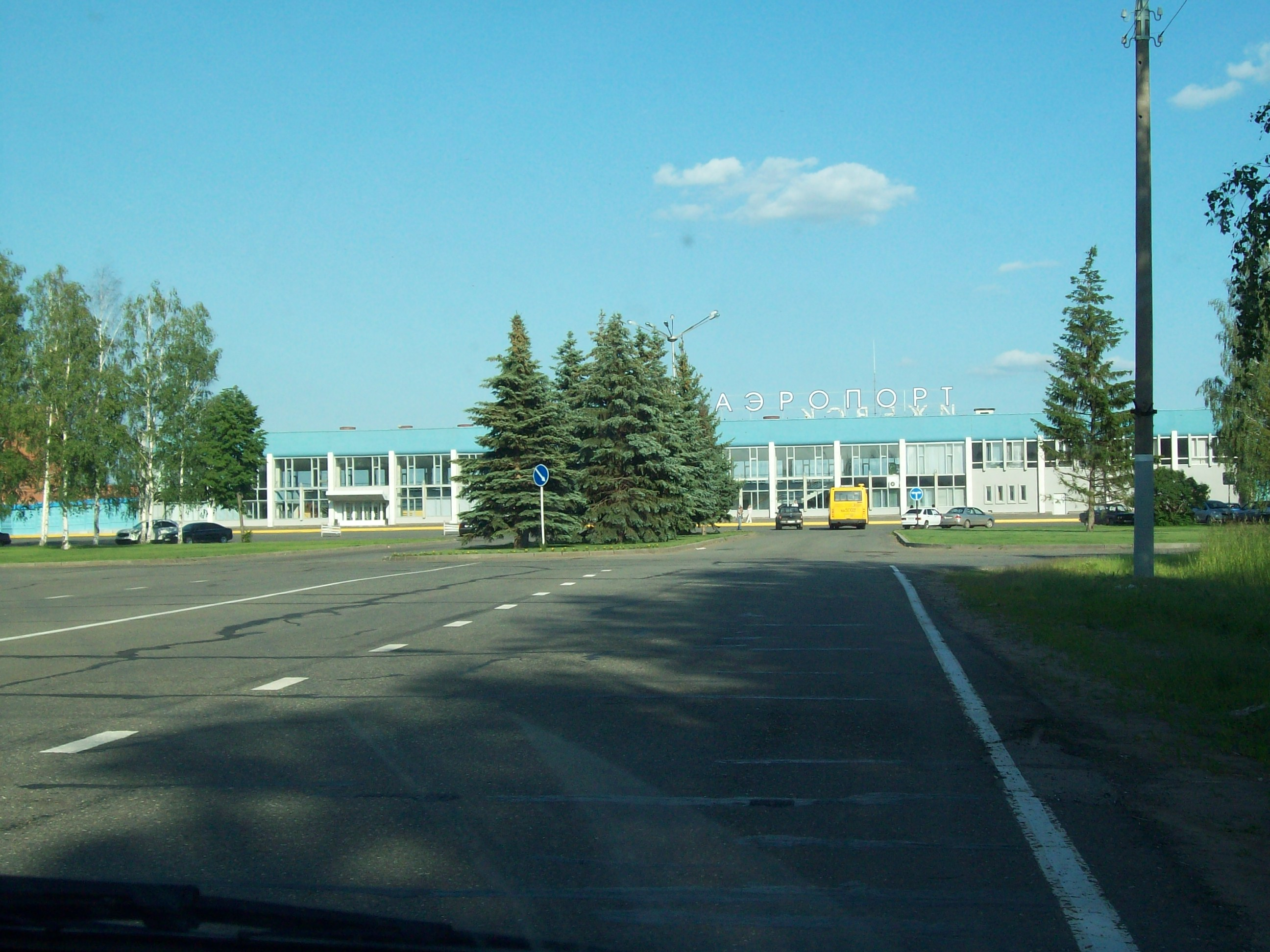
Ижевский Аэропорт

Воздушный транспорт республики представлен одним аэропортом ОАО «Ижавиа», которое обеспечивает удовлетворение спроса на межрегиональные воздушные перевозки населения и предприятий.
Самолетомоторный парк ОАО «Ижавиа» состоит из:
- ЯК–42 - 7 ед.;
- ТУ-134 - 1 ед.;
- АН–24 – 2 ед.;
- АН-26 – 1 ед.;
- Boeing 737-800 - 2 ед.

Протяженность авиационных трасс ОАО «Ижавиа» составляет около 20000 км. 
ОАО «Ижавиа» имеет лицензии и выполняет регулярные полеты по перевозке пассажиров и грузов по 14 воздушным линиям.